# Maud de Gales
Maud Carlota Maria Vitória (Londres, 26 de novembro de 1869 — Sandringham, 20 de novembro de 1938) foi a esposa do rei Haakon VII e Rainha Consorte da Noruega desde a eleição de seu marido ao trono em 1905 até sua morte em 1938. Era a filha mais nova do rei Eduardo VII do Reino Unido e de Alexandra da Dinamarca.

## Primeiros anos

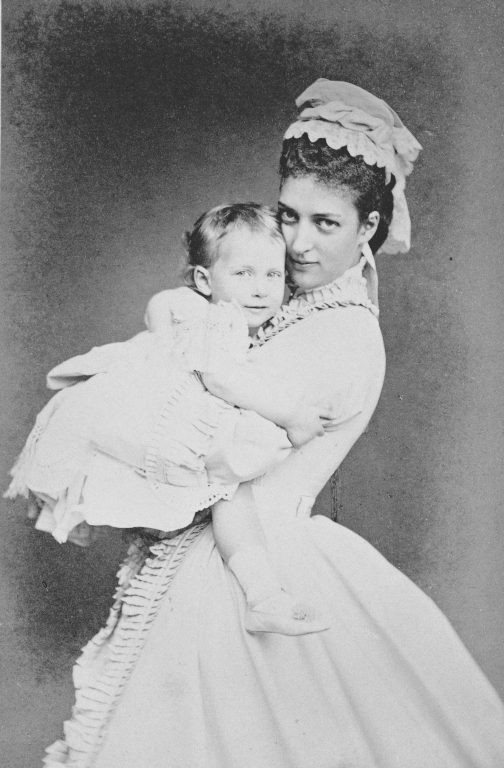
Maud com a mãe, a Princesa de Gales, em 1872

Maud Carlota Maria Vitória nasceu em 26 de novembro de 1869 na Casa Marlborough, a residência londrina dos seus pais. Ela era quinta filha, terceira e última menina, do então príncipe de Gales, futuro rei Eduardo VII do Reino Unido, e de Alexandra da Dinamarca. Por parte de pai, Maud era neta da rainha Vitória e do príncipe consorte Alberto de Saxe-Coburgo-Gota, e por parte de mãe, do rei Cristiano IX da Dinamarca e de Luísa de Hesse-Cassel. Maud era parente de muitas famílias reais da Europa, sua avó paterna era conhecida como "avó da Europa" e o avô materno de "o sogro da Europa", e entre seus tios estavam a imperatriz da Alemanha, o rei da Grécia e a imperatriz da Rússia. Desde o nascimento, como neta da monarca britânica, ela detinha o título de "Sua Alteza Real, a Princesa Maud de Gales".
Maud foi batizada em 24 de dezembro de 1869 em Marlborough pelo bispo de Londres. Os padrinhos da princesa foram o rei Carlos XV da Suécia (representado pelo barão Hochschild); o príncipe Leopoldo, duque de Albany (tio paterno de Maud e representado pelo duque de Cambridge); o conde Frederico Guilherme de Hesse-Cassel (representado pelo duque de Teck); o príncipe Vítor de Hohenlohe-Langenburg; a duquesa Adelaide Maria de Nassau (representada pela duquesa de Teck); a princesa Maria de Leiningen (representada pela princesa Claudina de Teck); a grã-duquesa Maria Feodorovna da Rússia (sua tia materna e representada pela esposa do embaixador russo na Grã-Bretanha, barão Philip Brunnov); a princesa herdeira da Dinamarca (sua tia materna e representada por Madame de Bülow, esposa do ministro dinamarquês); e a duquesa de Inverness.
A princesa sempre esteve em boa forma física. Quando adulta, sabe-se que ela tinha uma cintura, medida com seu espartilho, de 18 polegadas (46 cm) de circunferência. Desde criança a menina era muito animada, sendo intimamente chamada de Harry. Ela foi criada com relativa liberdade e adorava velejar, pescar e andar de bicicleta, algo que não agradava a sua avó, a rainha Vitória. Uma vez, quando repreendida pela avó por andar de bicicleta, Maud declarou: "Mas vovó, todo mundo sabe que eu tenho pernas!"

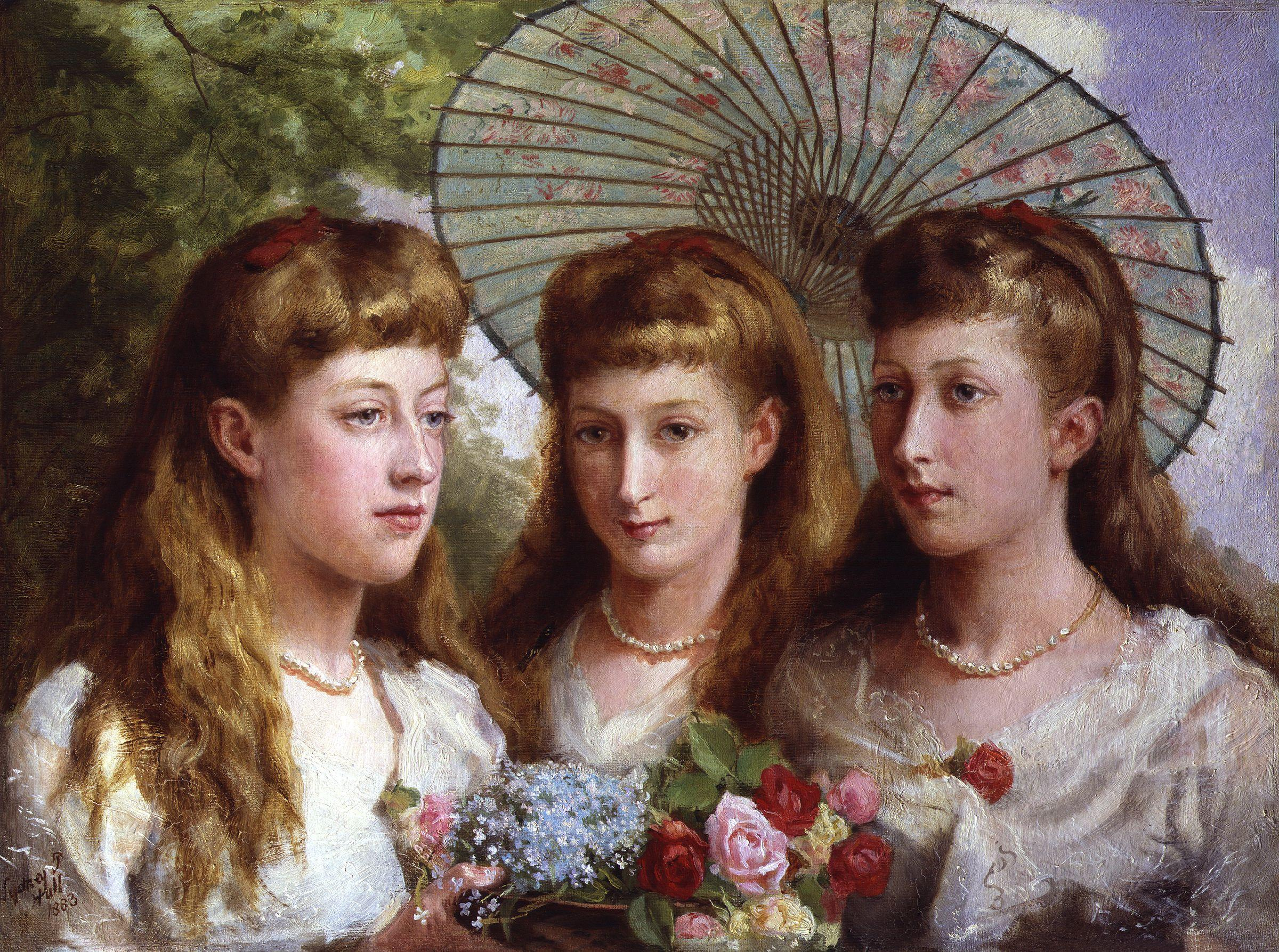
Maud com as suas duas irmãs, as princesas Luísa e Vitória Alexandra

O trio de irmãs Maud, Luísa e Vitória eram chamadas na corte de "Suas Timidezes Reais" pela evidente timidez e zombadas de "As Bruxas" pela aparência pouco agraciada. A rainha Vitória disse uma vez sobre os filhos de Alexandra que eles eram mimados e mal educados e ela via pouca utilidade neles. Mas, Alexandra acreditava que eles eram simplesmente "selvagens" devido à idade, assim como ela foi uma vez.

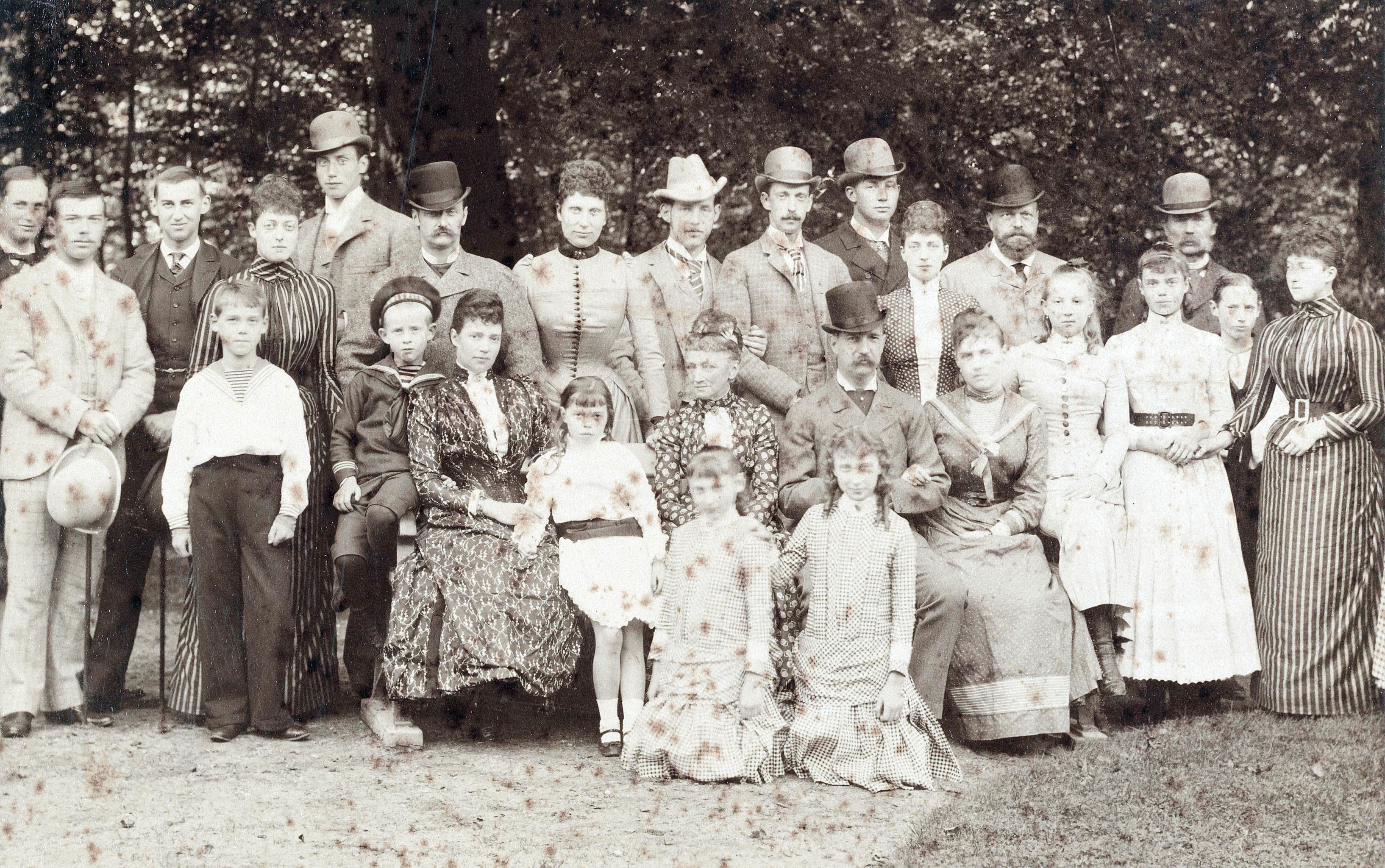
Maud (1.ª dir.) com os parentes reais reunidos em Fredensborg em 1889.

A princesa acompanhava a mãe e as irmãs em viagens pelo Mediterrâneo e, todos os verões, participava de uma tradicional reunião de família na Dinamarca, terra natal da sua mãe, no Palácio de Fredensborg, onde na altura do ano parentes de toda a Europa, incluindo os primos gregos e russos. Foi em Fredensborg que Maud conheceu seu primo e futuro marido, o príncipe Carlos da Dinamarca.
Em 1885, Maud, junto com suas irmãs, foi dama de honra no casamento de sua tia, a princesa Beatriz, com o príncipe Henrique de Battenberg. No mesmo ano, também atuou como dama de honra no casamento de seu irmão, o duque de Iorque, com a princesa e Vitória Maria de Teck.
No aniversário de 18 anos da princesa, em 1887, a rainha Vitória deu à sua neta a tiara de diamantes. Em 1888, o príncipe Frederico Leopoldo da Prússia cortejou Maud. Essa possibilidade de união foi rechaçada pela princesa de Gales, que era conhecida pelo seu antigermanismo. Após o noivado de Maud com o príncipe Carlos da Dinarmaca, seus pais acharam necessário pedir desculpas à mãe de Frederico, que ainda esperava por um casamento entre seu filho e Maud. Em 1889, foram iniciadas negociações de um casamento entre Maud e o príncipe herdeiro da Itália. Para se tornar rainha da Itália, Maud teria que renunciar à sua fé protestante e adotar o catolicismo. A Itália pressionava para que a abjuração ocorresse antes do casamento, enquanto que a corte britânica desejava qie renúncia acontecesse apenas depois do casamento. Embora até mesmo o Papa Leão XIII tivesse concordado com a abjuração depois do casamento, a rainha Margarida da Itália ainda insistia que a mesma deveria acontecer previamente. Benedetto Brin, ministro das Relações Exteriores da Itália, afirmou que na realidade a rainha italiana não desejava ser ofuscada pela célebre beleza de Maud, fazendo tudo ao seu alcance para que a princesa britânica não se convertesse em sua nora.
Após o malogro de seu casamento italiano, Maud apaixonou-se fervorosamente pelo irmão da sua cunhada Maria, o príncipe Francisco de Teck. A princesa perseguia-o e, quando Francisco a ignorava, escrevia a cunhada solicitando a intervenção da mesma com o irmão. Francisco, considerado um mulherengo, era cético acerca de qualquer possibilidade de casamento.

## Casamento
Em 1895, a princesa Maud aceitou uma proposta de casamento de seu primo, o príncipe Cristiano da Dinamarca. Ele era o segundo filho do príncipe herdeiro da Dinamarca, o futuro rei Frederico VIII, e de Luísa da Suécia.

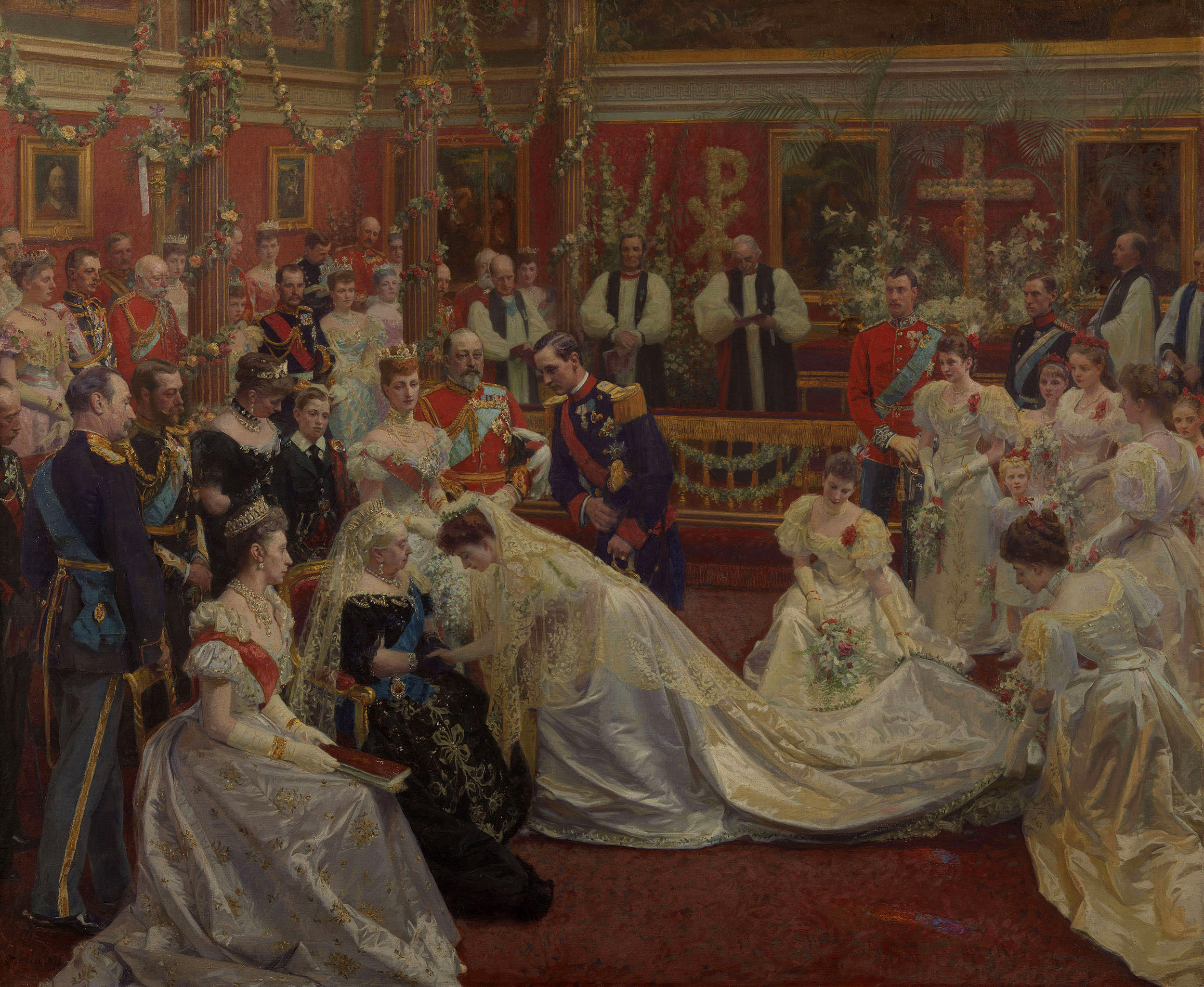
Maud a receber a bênção da avó, a rainha Vitória, durante o seu casamento

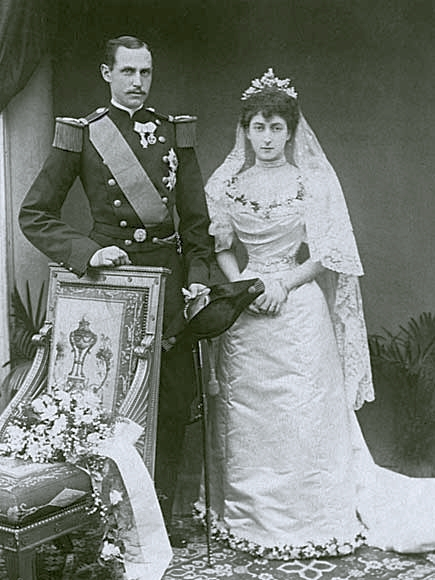
Maud e Carlos em seu casamento

O casamento ocorreu em 22 de julho de 1896 na capela privada do Palácio de Buckingham, na presença da rainha Vitória. De seu pai, a princesa Maud recebeu a Appleton House, perto do Palácio de Sandringham, como sua residência. O pai da noiva, o príncipe de Gales, presenteou-a com a Casa Appleton, dentro da propriedade real de Sandringham, como uma residência campestre para suas visitas frequentes à Inglaterra. Foi aí que nasceu o único filho do casal, o príncipe Alexandre, a 2 de julho de 1903. Tor Bomann-Larsen sugeriu que o nascimento da criança, sete anos depois do casamento, pode ter resultado de uma forma prematura de inseminação artificial. Após seu casamento, Maud recebeu o título de "Sua Alteza Real, a Princesa Maud da Dinamarca".
Após o casamento, a princesa Maud da Dinamarca recusou-se a deixar a Grã-Bretanha, que ela amava muito. Por causa disso, ela era impopular na Dinamarca, onde nunca viveu por muito tempo. Nos primeiros anos de casamento, Maud queixava-se de resfriados constantes, dores reumáticas, problemas respiratórios e de audição e nevralgia, também foi evidenciado que sofria de porfiria variegata.
A paixão da princesa pelo espartilho da época e por uma cintura de "vespa" recorde entre a realeza não foram em vão para a princesa. Sua única gravidez foi de risco e o parto difícil, durando 44 horas.

## Rainha da Noruega

### Antecedentes
No final do século XIX, a outrora forte Suécia começou a perder o controle da subjugada Noruega. Em fevereiro de 1905, a deterioração nas relações entre a Suécia e a Noruega alcancou ao seu ápice. O gabinete moderado de Francis Hagerup foi substituído pelo gabinete reformador de Christian Michelsen (ex-prefeito de Bergen), que declarou a retirada da Noruega da união com a Suécia.
O lado sueco considerou ilegal a ruptura e recusou-se a aceitá-la. A Noruega respondeu mobilizando-se. A Suécia, tornando-se cada vez mais pacifista, não estava preparada para uma guerra civil e exigiu um plebiscito no país para dissolver a união. A votação ocorreu em 13 de agosto de 1905 e seus resultados foram muito significativos: 368.892 votos contra a união e apenas 184 a favor de sua preservação. Em 23 de setembro, o governo sueco concordou com a dissolução pacífica da união. Após a ruptura, as posições dos liberais radicais eram fortes, apelando ao estabelecimento de uma república . Nansen acreditava que a agitação liberal estava enfraquecendo a autoridade da Noruega no exterior e procurou realizar eleições para o rei norueguês o mais rápido possível.
Em julho de 1905, Mikkelsen enviou Fridtjof Nansen, famoso explorador polar e pioneiro, e agora aspirante a político e diplomata, a Copenhague em missão de oferecer ao príncipe Carlos da Dinamarca o trono norueguês. Nansen telegrafou ao governo as condições do príncipe Carlos: não impor uma monarquia ao povo pela força, mas realizar um plebiscito. O próprio Nansen participou ativamente na sua organização. O referendo foi realizado nos dias 12 e 13 de novembro: 259.563 eleitores votaram pela monarquia e 69.254 pela república.
Em 18 de novembro, o parlamento norueguês aprovou os resultados do plebiscito e elegeu o príncipe Carlos como o novo rei da Noruega e seu filho Alexandre, de dois anos, como príncipe herdeiro. A nova família real da Noruega deixou a Dinamarca no iate real dinamarquês Dannebrog. Após três dias de viagem desde a Dinamarca, na madrugada de 25 de novembro de 1905, chegaram a Christiania (antigo nome da cidade de Oslo), onde o rei e sua família foram recebidos pelo primeiro-ministro norueguês Christian Michelsen e Nansen e sua esposa.
Carlos ascendeu ao trono sob o nome de Haakon VII, a princesa Maud tornou-se rainha consorte e seu filho tornou-se príncipe herdeiro da Noruega. A família se estabeleceu na Noruega. A coroação dos novos rei e rainha ocorreu na Catedral de Nidaros em 22 de junho de 1906. Esta foi a última coroação de um monarca escandinavo. Todos os reis subsequentes passaram pelo procedimento de investidura.

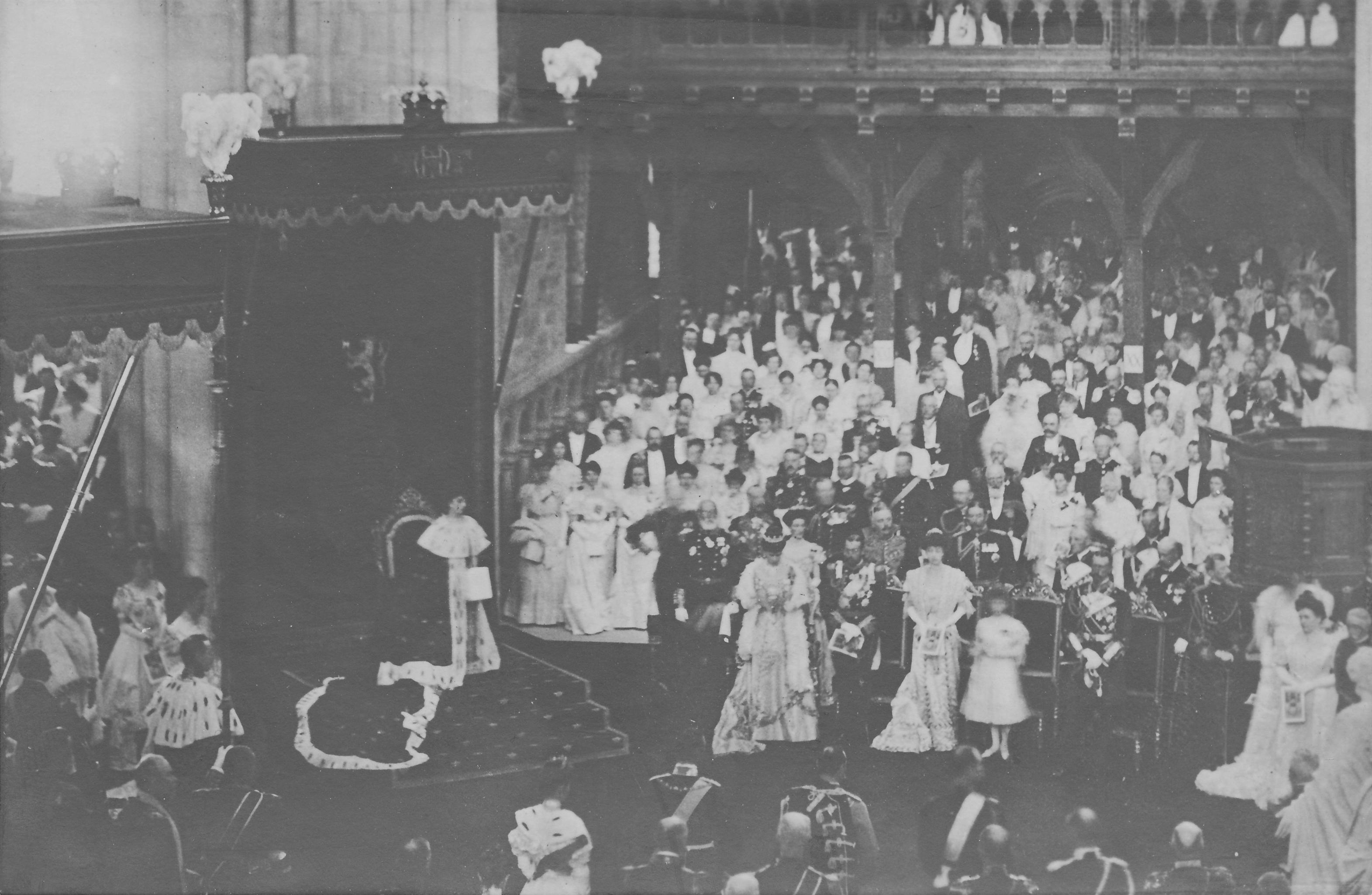
Coroação na Catedral de Nidaros
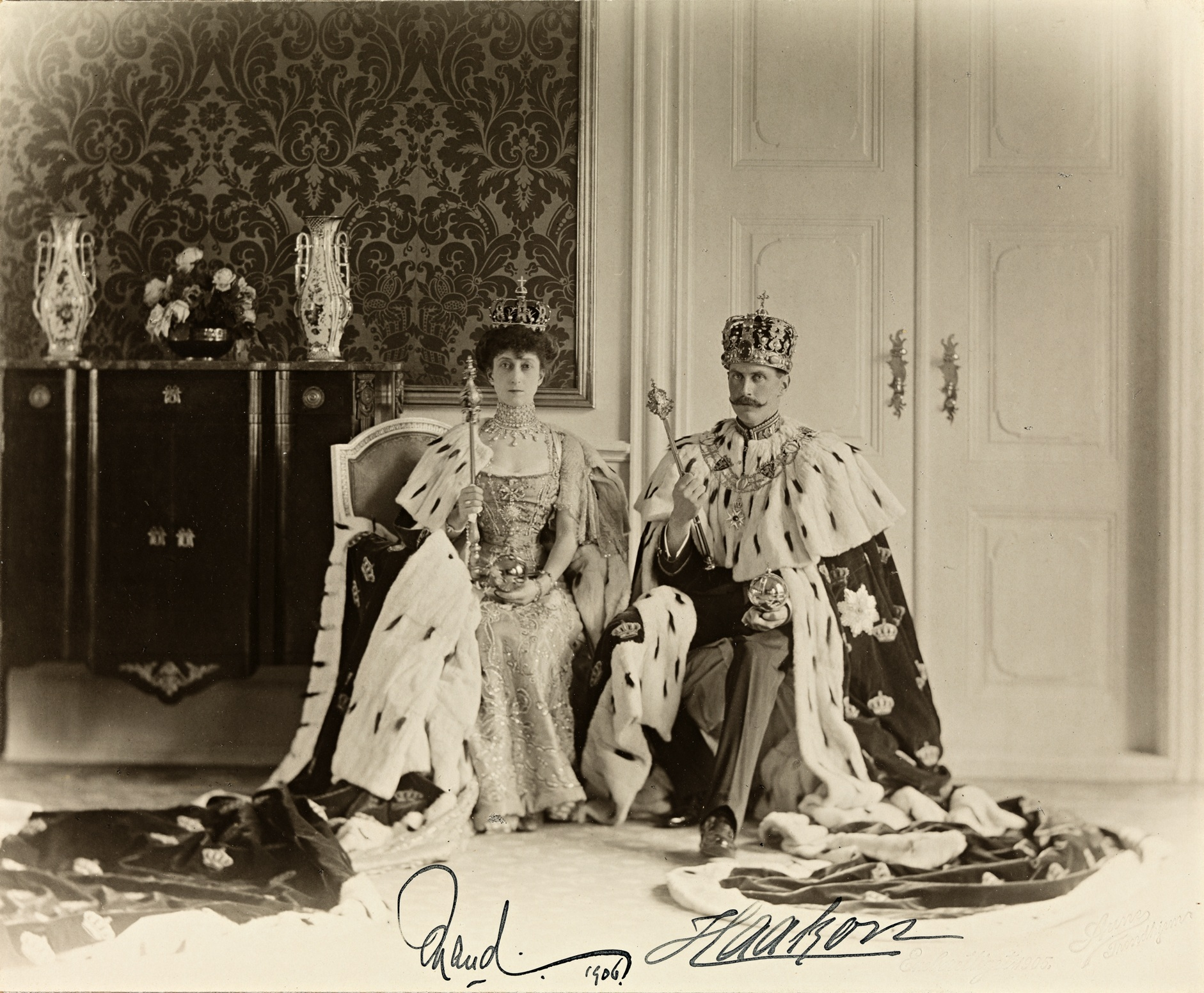
Maud e Carlos em sua coroação como reis da Noruega
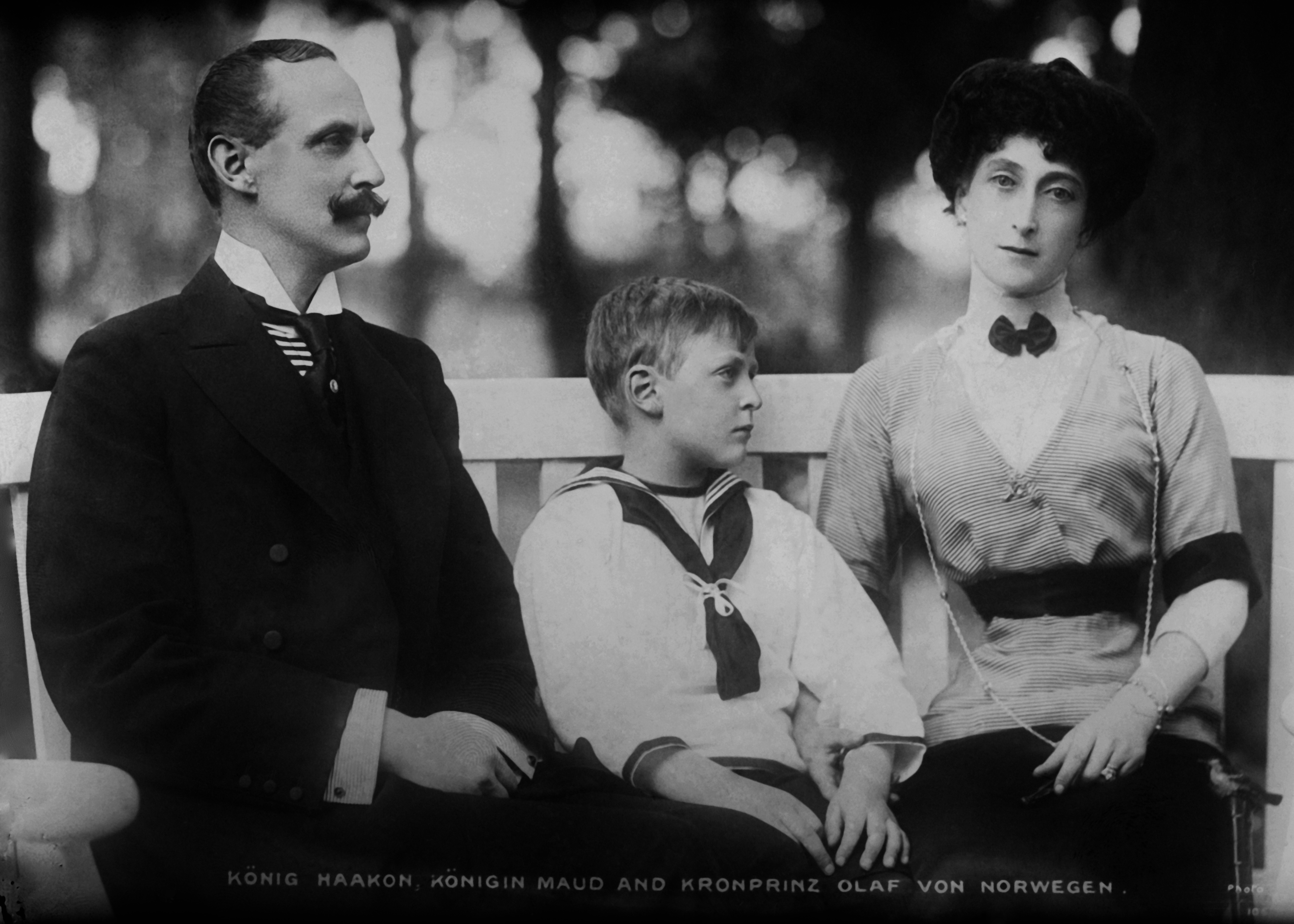
A família real norueguesa em 1913

### Reinado
A rainha Maud nunca perdeu seu amor pelo seu país natal, mas adaptou-se rapidamente ao seu novo país e aos seus deveres como rainha consorte. Maud tinha um papel forte e dominante dentro da corte e da família, mas discreto em público. Ela rapidamente ganhou popularidade entre os novos súditos por sua simplicidade e senso de humor; e suas doenças desapareceram. Ela disse uma vez: "É uma bênção que eu seja a rainha deste país onde todos amam a simplicidade!"

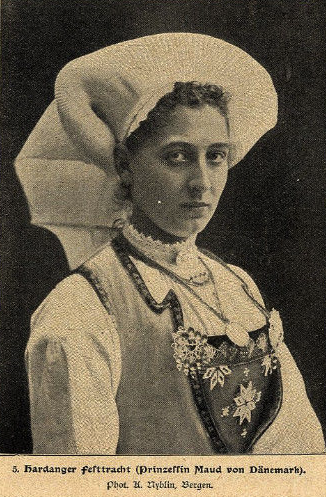
Maud em traje tradicional da Noruega

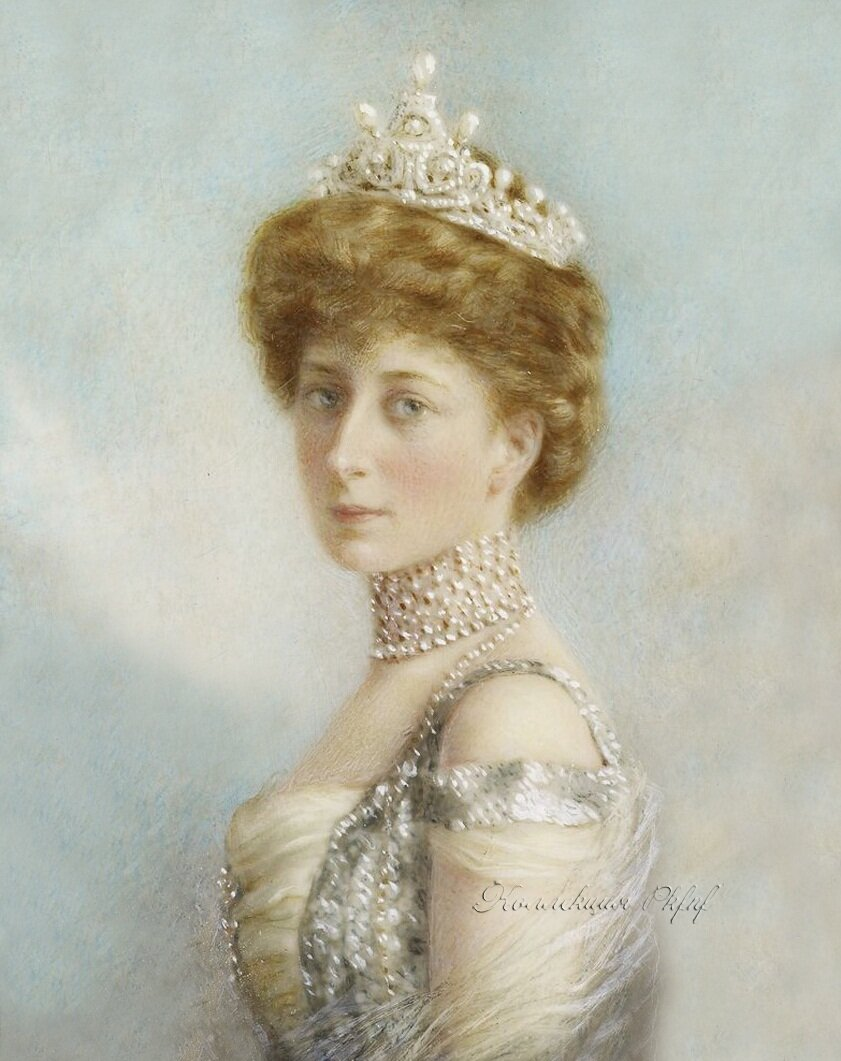
Maud, Rainha da Noruega
W. & D. Downey, 1907, Royal Collection

Durante os seus primeiros anos na Noruega, Maud e o marido eram fotografados com os trajes tradicionais noruegueses e a praticar desportos de inverno para criar uma aparência norueguesa ao seu público. A rainha não gostava de representações, mas cumpriu o seu papel com grande cuidado, vestindo roupas e usando joias que acentuavam a sua aparência real. Apoiou causas de caridade, principalmente as que estavam relacionadas com crianças e animais, e encorajou músicos e artistas. Entre os seus projectos encontrava-se o Dronningens Hjelpekomité (O Comité de Alívio da Rainha), durante a Primeira Guerra Mundial. Apoiou a casa da feminista Katti Anker Møller para mães indesejadas em 1906, um ato que foi considerado radical, criou mobília para uma exposição de crianças em 1921 e vendeu fotografias para angariar dinheiro para a caridade.
Maud continuou a considerar a Grã-Bretanha como a sua verdadeira casa, mesmo depois de se mudar para a Noruega, e visitava o país todos os anos. Apesar de tudo, a rainha também gostava de alguns aspectos da Noruega, nomeadamente os desportos de inverno, e apoiava a ideia de educar o filho como norueguês. Maud aprendeu a esquiar e criou um jardim inglês em Kongsseteren, a propriedade real com vista para a capital do país, Oslo. Maud é descrita como uma pessoa reservada em público, mas energética e com gosto para partidas em privado. A sua influência sobre o esposo e as suas políticas não foi muito examinada, mas pensasse que terá sido uma pessoa forte e dominante na corte real, apesar de o seu papel público ser menos visível.
Durante o reinado de Maud, algumas das últimas grandes descobertas geográficas foram feitas por expedições lideradas pelo explorador norueguês Roald Amundsen. Em homenagem à rainha, ele nomeou uma série de localidades recém-descobertas: na Antártida, a terra da Rainha Maud ; no Canadá, o golfo da Rainha Maud. O navio Maud, lançado ao mar em 1916, recebeu o nome em honra da rainha. Um tipo de pudim norueguês (pudim rainha Maud) também foi nomeado a partir dela.

## Últimos anos e morte
A última aparição pública de Maud na Grã-Bretanha aconteceu na coroação do seu sobrinho, o Rei Jorge VI, em maio de 1937. Maud sentou-se no camarim real da Abadia de Westminster ao lado da sua cunhada, a rainha Maria, e a sua sobrinha, Maria, Princesa Real e Condessa de Harewood.
Maud viajou até Inglaterra para uma visita em outubro de 1938. Inicialmente ficou em Sandringham, mas depois mudou-se para um hotel no West End. Ficou doente e foi levada para um lar onde foi operada ao ventre no dia 16 de novembro. O rei Haakon viajou imediatamente da Noruega para estar a seu lado. Apesar de ter sobrevivido à cirurgia, Maud morreu inesperadamente de falha cardíaca, em Londres, no dia 20 de novembro de 1938, seis dias antes de completar sessenta-e-nove anos de idade e no dia em que se completavam treze anos sobre a morte da sua mãe.
Os jornais noruegueses puderam infringir a lei que proibia a publicação ao domingo para informar o público norueguês sobre a morte da rainha. O seu corpo foi levado para a Noruega a bordo do HMS Royal Oak. A rainha Maud foi enterrada no mausoléu real no Castelo de Akershus. Quando morreu, Maud era a única filha ainda viva do rei Eduardo VII e da rainha Alexandra.

## Títulos e tratamentos
- 26 de novembro de 1869 – 22 de julho de 1896: "Sua Alteza Real, a Princesa Maud de Gales, Princesa de Saxe-Coburgo-Gota"
- 22 de julho de 1896 – 18 de novembro de 1905: "Sua Alteza Real, a Princesa Carlos da Dinamarca"[34][35][36]
- 18 de novembro de 1905 – 20 de novembro de 1938: "Sua Majestade, a Rainha da Noruega"

## Heráldica
| Brasão da rainha Maud da Noruega | Monograma real de Maud |